# Tvrdoš kolostor
A Tvrdoš kolostor (szerbül: Манастир Тврдош, romanizálva: Manastir Tvrdoš) egy 15. századi szerb ortodox kolostor Trebinje városa közelében, Bosznia-Hercegovinában, a Boszniai Szerb Köztársaságban. Az első római templom 4. századi alapjai még ma is láthatók a helyszínen. A hagyomány szerint az első keresztény kolostort a mai kolostor helyén I. Constantinus római császár alapította.
A kolostort Theotokosz (Boldogságos Szűz Mária) mennybemenetelének tiszteletére emelték, a 15. században hozták létre, 1508 körül épült katedrálissal, amelyet 1517-ben a dubrovniki Vicko Lavrov falfestményeivel díszítette. A kolostor Hercegovina metropolitáinak székhelye maradt egészen addig, amíg a törökök 1694-ben le nem rombolták. 1924-ben készült el a jelenlegi kolostor épülete. Ma a kolostor híres bortermeléséről (különösen a helyi Vranac és Žilavka szőlőfajtákból) és borospincéiről, amelyek közül az egyik a 15. századból származik, amelyek népszerű turisztikai látványosságok.
2016 végétől a kolostor Bosznia-Hercegovina nemzeti emlékművének ideiglenes listáján szerepelt.
2021. március 6-án Halomfölde és Hercegovina nyugalmazott püspökét (1992–1999), Atanasije Jevtićet temették el a kolostor temetőjében található Krisztus feltámadásának kápolnájában.

## Képgaléria

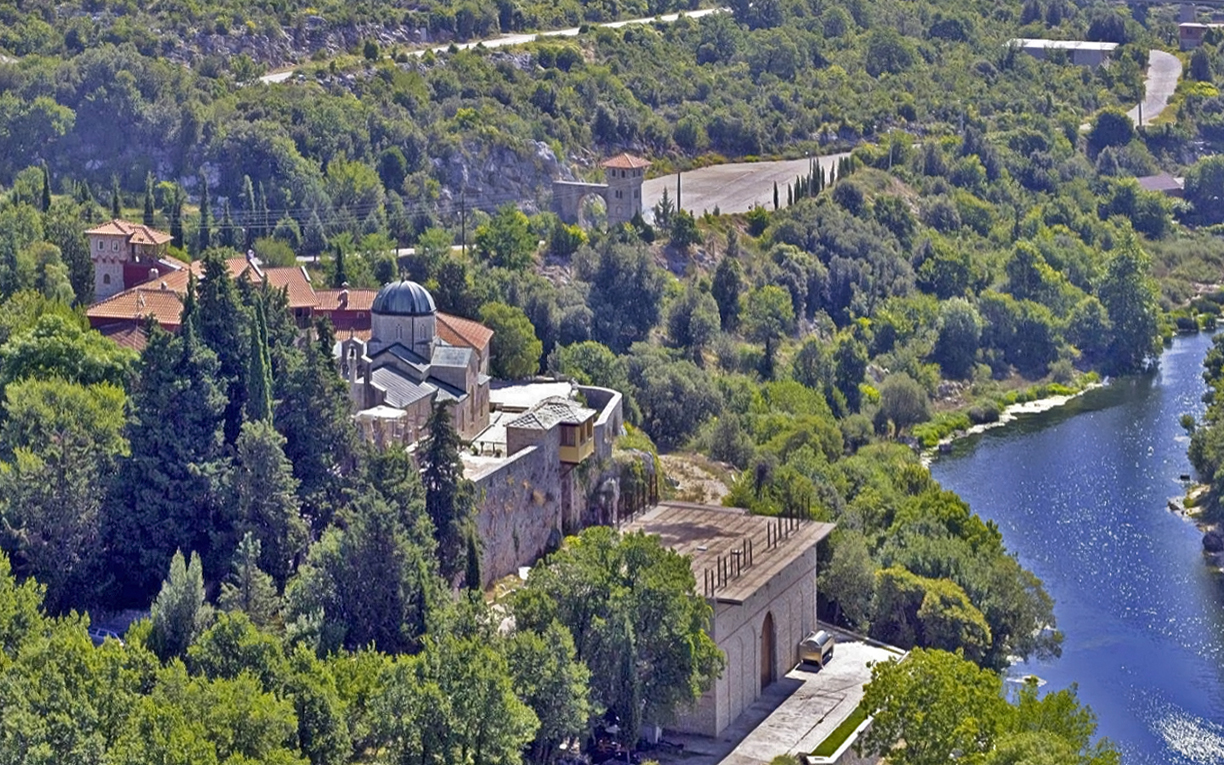
A kolostor és a környező táj
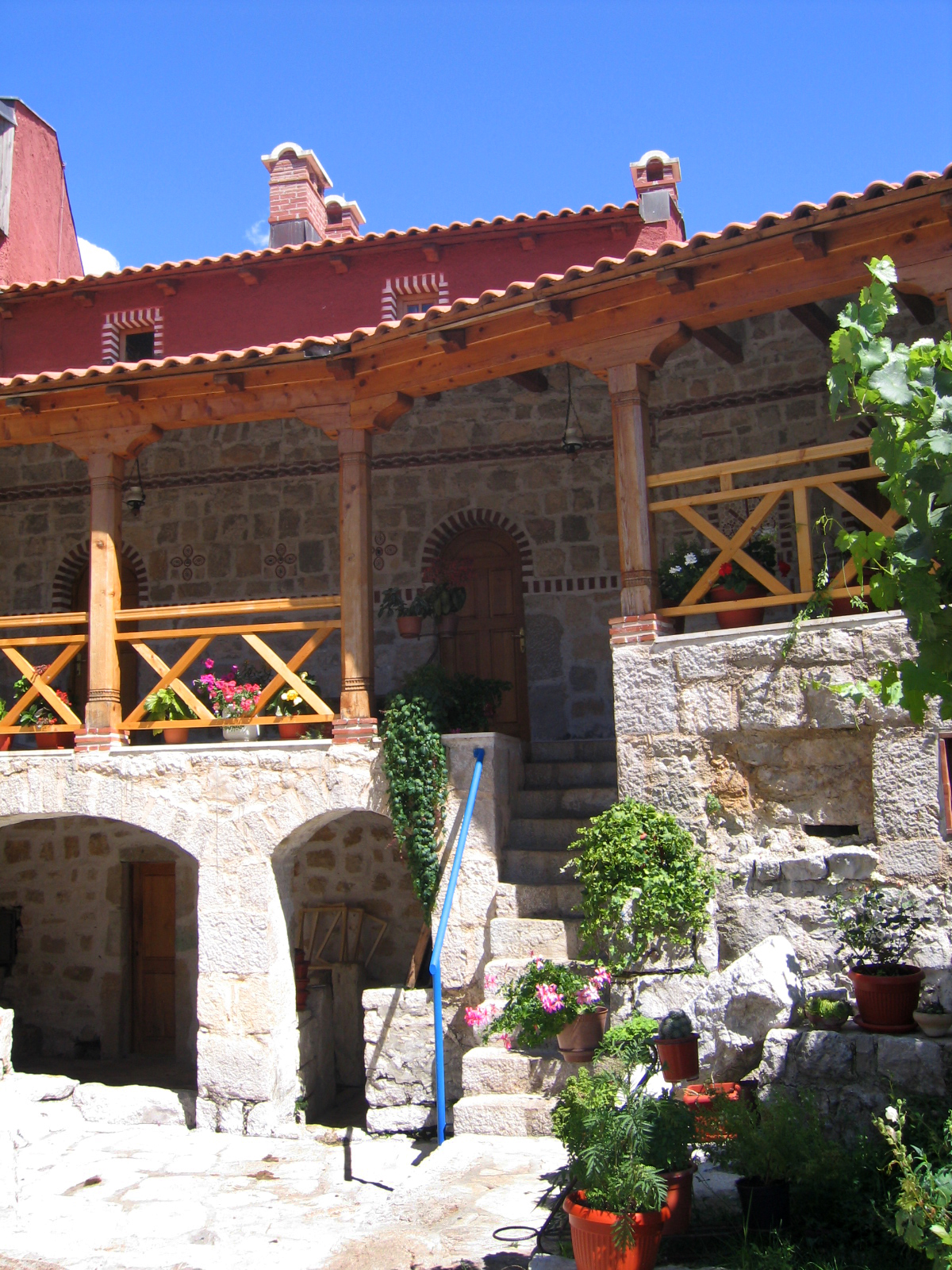
A kolostor kertje
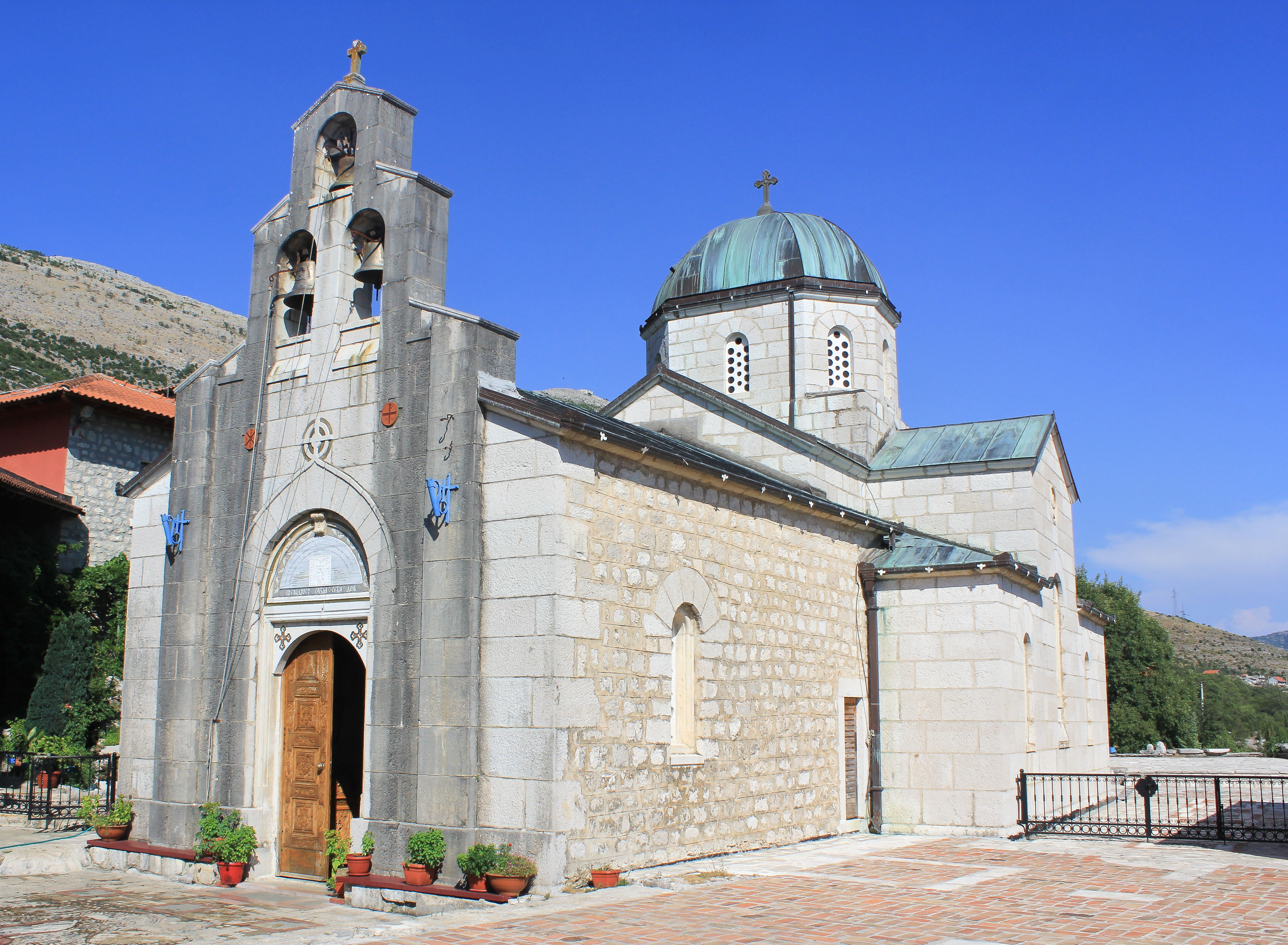
Templom a kolostorban
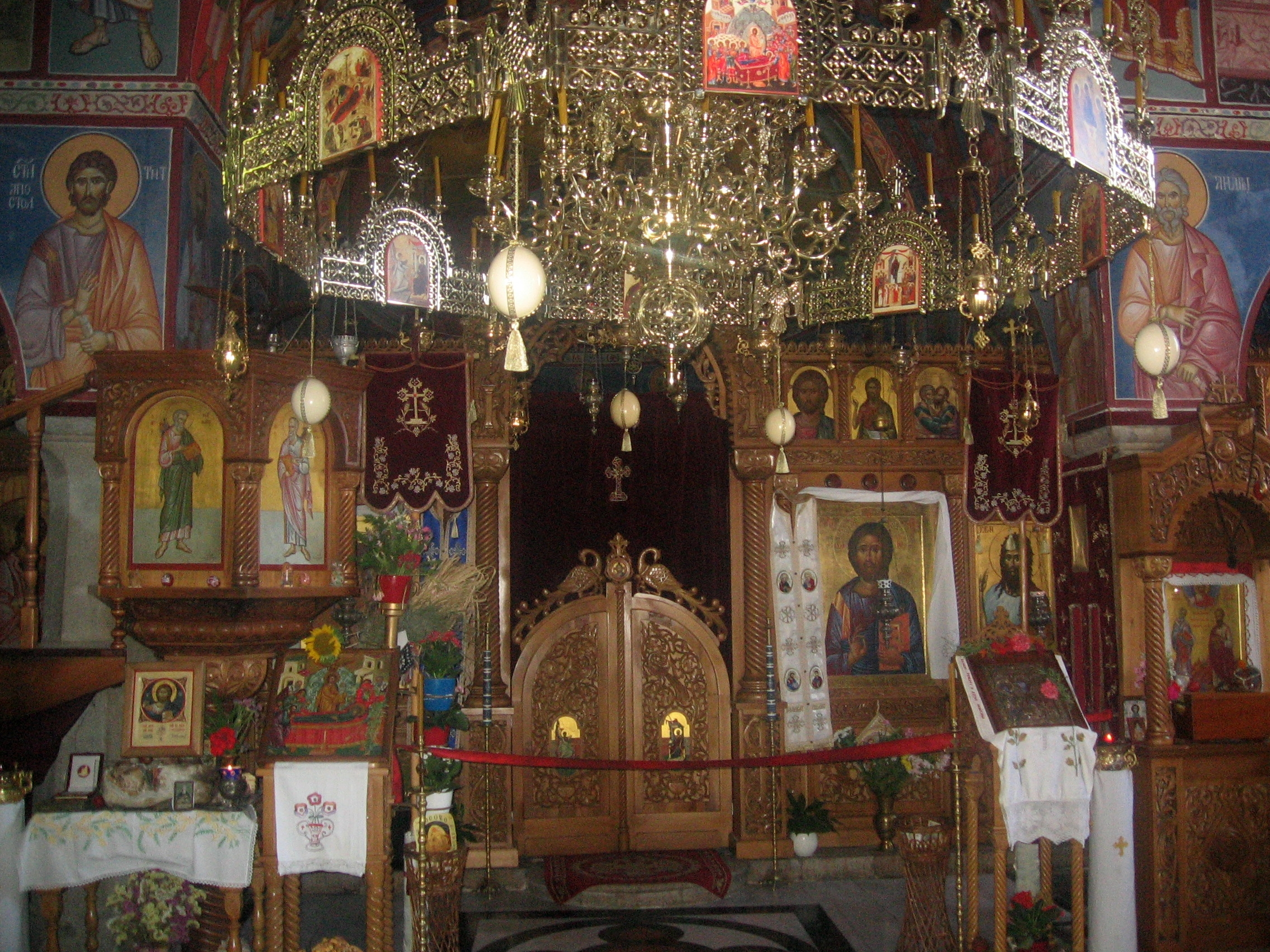
A templom belső tere
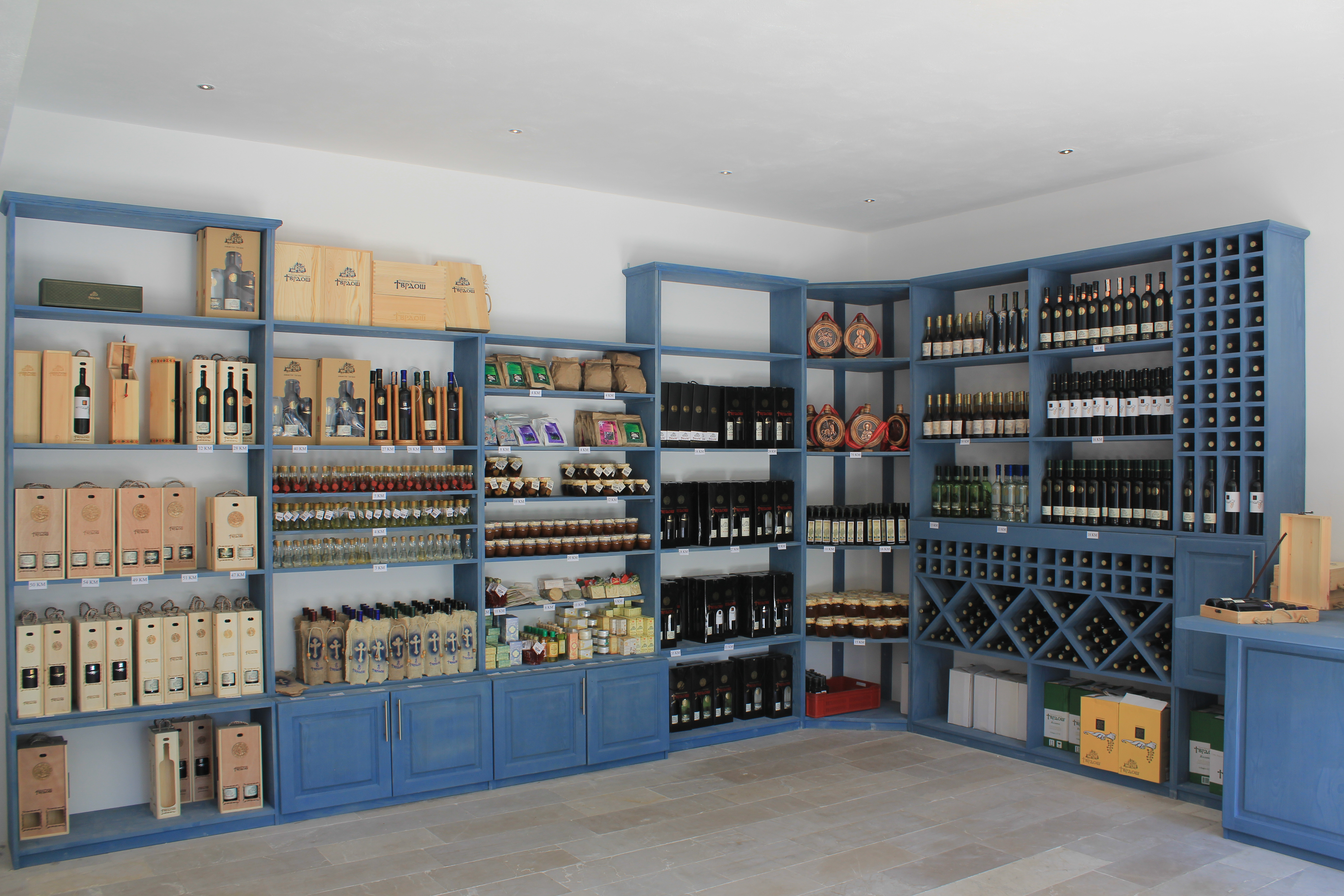
Az emléktárgyak boltja
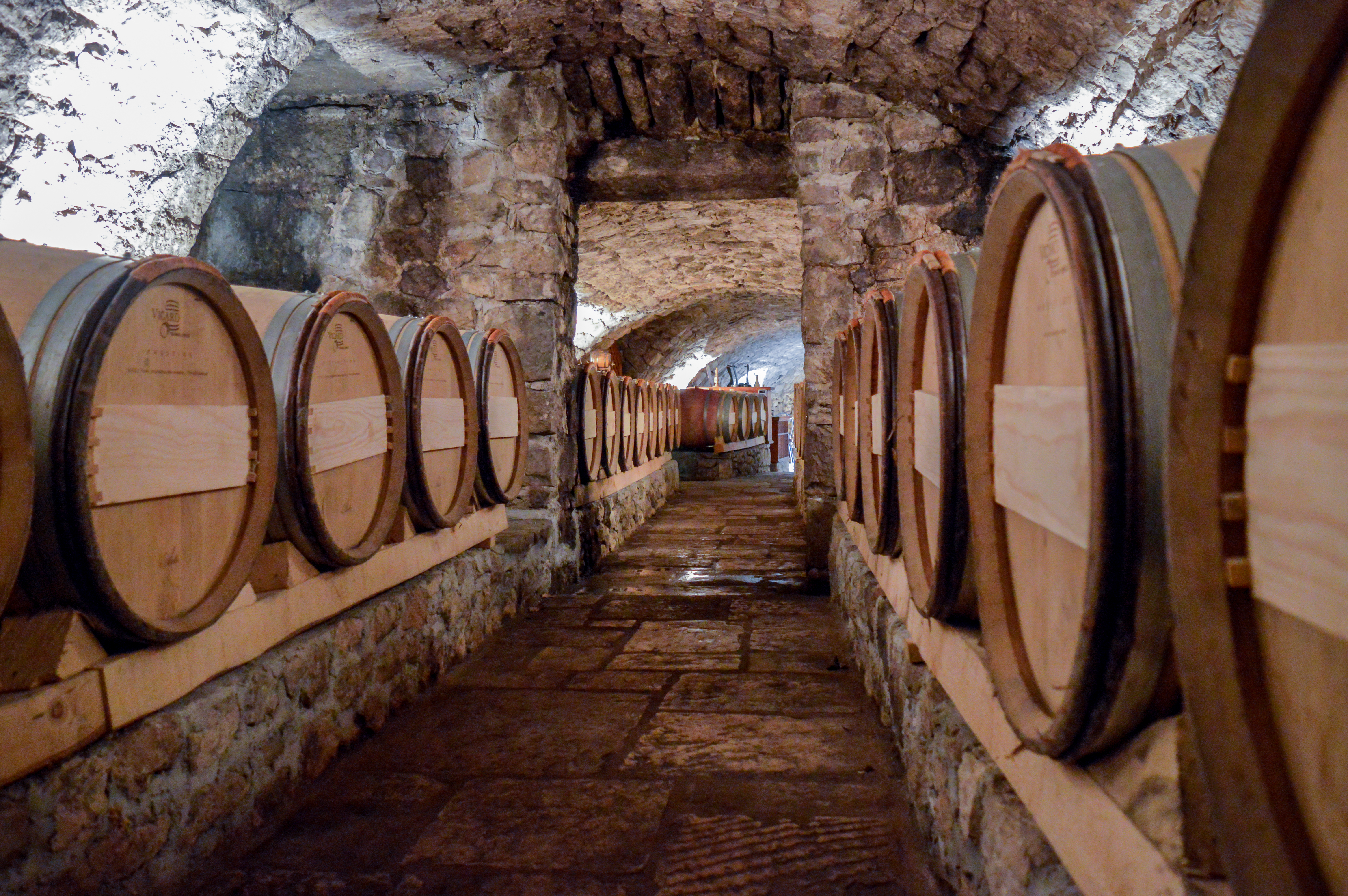
A kolostor borospincéi

## Fordítás
- Ez a szócikk részben vagy egészben  a   Tvrdoš Monastery című angol Wikipédia-szócikk ezen változatának fordításán alapul.  Az eredeti cikk szerkesztőit annak laptörténete sorolja fel. Ez a jelzés csupán a megfogalmazás eredetét és a szerzői jogokat jelzi, nem szolgál a cikkben szereplő információk forrásmegjelöléseként.